# Депортация азербайджанцев из Армении (1947—1950)
Депортация азербайджанцев из Армении (азерб. Azərbaycanlıların Ermənistandan deportasiyası və köçürülməsi) — переселение азербайджанского населения Армянской ССР в 1947—1950 годах в Советском Союзе, осуществлённое согласно Постановлению Совета министров СССР № 4083 от 23 декабря 1947 года.

## Депортация азербайджанского населения из Армянской ССР
В 1945 году СССР предъявил Турции территориальные претензии на Карс и Ардаган. Конфронтация в отношениях между странами сохранялась вплоть до смерти Сталина. До 1953 года продолжалась подготовка к обоснованию этих претензий, и важным шагом стало решение Сталина — предложить зарубежным армянам переехать в Советскую Армению (репатриироваться). В советских планах по вовлечению Турции в сферу влияния СССР Советская Армения занимала наиболее выгодное военно-географическое положение на восточном рубеже Турции. Потенциально нелояльные, по мнению советского руководства, азербайджанцы могли стать «пятой колонной» в случае ожидаемого конфликта с Турцией. Историк Владислав Зубок считает это основной причиной, по которой Сталин решил депортировать азербайджанское население Армянской ССР, что и было осуществлено в 1947—1950 годах согласно Постановлению Совета Министров СССР № 4083 от 23 декабря 1947 года. Один из пунктов этого постановления гласил:
Разрешить Совету Министров Армянской ССР освобождаемые азербайджанским населением постройки и жилые дома в связи с переселением их в Кура-Араксинскую низменность Азербайджанской ССР использовать для расселения зарубежных армян, прибывающих в Армянскую ССР.
Детали переселения были также определены в Постановлении Совета министров СССР № 754 Переселенцам, согласно этому решению, следовало выделить часть их колхозного движимого имущества и обеспечить бесплатную перевозку этого имущества до нового места жительства. Стоимость оставленного на территории Армении движимого имущества должна была выплачиваться колхозам по месту нового вселения азербайджанцев. Переселенцам были предоставлены некоторые льготы, а также выданы безвозвратные денежные пособия в размере 1000 рублей на главу семьи и 300 рублей на каждого члена семьи. Совет Министров Армянской ССР обязывался оказывать помощь переселенцам в продаже принадлежащих домов в местах выхода.
Историк Владислав Зубок считает, что Сталин дал приказ переселить азербайджанское население Армянской ССР в Азербайджан с целью освободить место для армянских репатриантов, число которых оценивалось в 400 тысяч, и сделал это с подачи «потерявшего надежды на возвращение „земли предков“» первого секретаря ЦК Компартии Армянской ССР Григория Арутюнова. По мнению Владислава Зубка, в Армению приехало 90 тысяч армян. Большинство из тех, кого власти называли «репатриантами», составляли пережившие геноцид армян, спасшиеся или депортированные турецким правительством, и которые не могли вернуться на территорию Западной Армении. Азербайджанцы же были вынуждены переселиться в Кура-Араксинскую низменность Азербайджана, где быстро развивалось хлопководство, а их места, как и было запланировано, заняли новоприбывшие армяне.
В Кура-Араксинскую низменность Азербайджанской ССР планировалось переселить в три этапа около 100 тыс. человек, в том числе 10 тыс. в 1948 году, 40 тыс. в 1949 году и 50 тыс. в 1950 году. Эти планы, однако, не удавалось осуществить в столь короткие сроки в связи с недостаточным финансированием строительных работ на территории Азербайджанской ССР. На основании обращения Совета Министров Азербайджанской ССР переселенческая программа была скорректирована и продлена до 1954 года. Согласно одному из тогдашних отчетов, из запланированных ста тысяч лишь 53 тысячи человек были переселены в Кура-Аракскую низменность (по другим данным — 58 тыс.). Из них лишь пять тысяч вернулись в Армению к 1954 году.
Некоторые азербайджанские авторы связывали переселение с возвращением армянских репатриантов, а армянские, в свою очередь, с необходимостью освоения новых земель в Азербайджане. При этом, историк Виктор Шнирельман считает, что это не было репрессивной мерой. По мнению советских азербайджанских авторов М. Аллахвердиева и А. Алескерова переселение было вызвано существенным расширением орошаемых земель в Кура-Араксинской низине и организованным в связи с этим переселением в республику азербайджанцев из закавказских и среднеазиатских республик, а также других регионов.